# Römerberg
Römerberg település Németországban, Rajna-vidék-Pfalz tartományban. Lakosainak száma 9949 fő (2023. december 31.).

## Népesség
A település népességének változása:
| Lakosok száma | 6580 | 9687 | 9803 | 9865 | 9907 | 9949 |
|               | 1975 | 2017 | 2019 | 2021 | 2022 | 2023 |